# Povestea porcului
„Povestea porcului” este un basm scris de Ion Creangă. A fost publicat în revista Convorbiri literare, nr. 3, la data de 1 iunie 1876. Povestea urmărește peripețiile unui porc, dus de către stăpânul său la porțile palatului împărătesc.
Povestea porcului și Porcul cel fermecat sunt considerate variante ale aceleiași povești, ambele fiind clasificate ATU 425A în Indexul Aarne–Thompson–Uther, categoria „Căutarea soțului pierdut”.

## Rezumat
„Când vorbeau bătrânii, purcelul ședea în culcuș, într-un cotlon sub vatră, cu râtul în sus și, uitându-se țintă în ochii lor, asculta ce spun ei și numai pufnea din când în când. Și cum sfătuiau bătrânii, ei înde ei, despre acestea, numai iaca se aude sub vatră: „Tată și mamă! eu îl fac”.”
Simțindu-se singuri, un moșneag de o sută de ani și o babă de nouăzeci se hotărăsc să adopte drept copil orice jivină le va sări în cale. Moșneagul dă a doua zi peste o băltoacă în care se scăldau o scroafă cu pui. La vederea țăranului, purceii și scroafa își iau tălpășița, lăsând în urmă un singur purceluș, blocat în nămol. Bătrânul îl ia și îl duce acasă.
Timpul trece și purcelul crește la casa oamenilor. Într-o zi, moșneagul pleacă în târg, unde aude vești despre împărat. Acesta dorea să-și mărite fata, iar pețitorii mureau pe capete încercând să împlinească cererile suveranului: construirea unui pod de aur, pardosit cu pietre prețioase. Povestindu-i babei de-a fir a păr, bătrânul atrage atenția porcului, care începe să vorbească. Animalul le spune părinților lui că el va construi podul dorit de împărat. La început șocați, bătrânii sunt persuadați să-și asculte fiul.

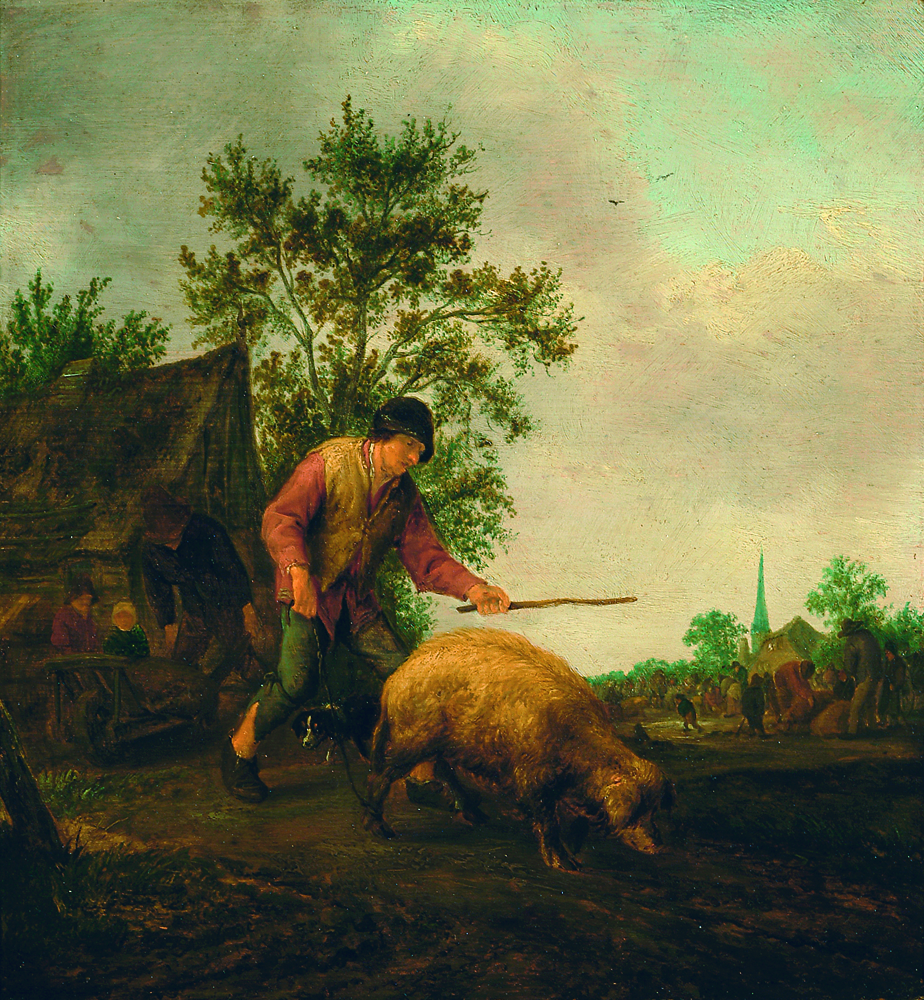
Țăranul își duce porcul la palatul împăratului.
Tablou de Adriaen van Ostade</br>

Moșneagul pornește cu porcul spre palat. Trecând de străjeri, acesta ajunge în fața conducătorului, care consideră că este luat în râs, dar îl lasă pe porc să încerce ridicarea podului. Ajunși înapoi acasă, porcul suflă din nări și, pe loc, apare construcția din aur cerută, iar coliba vârstnicilor se transformă într-un palat. Tocmeala se respectă, iar mireasa este trimisă la familia porcului.
Fata de împărat își cunoaște soțul și este încremenită de aspectul său. Cu toate acestea, ea descoperă că în fiecare seară, prințul își dă jos pielea de porc, devenind un fecior chipeș. Întoarsă acasă la părinți, tânăra își spune oful mamei sale. Aceasta o sfătuiește să ardă pielea de porc când iubitul său doarme, astfel să rămână doar cu fiul de împărat. Zis și făcut, soția aruncă pielea soțului adormit în sobă. Înspăimântat, Făt-Frumos pune un cerc de fier la talia soției lui și se face nevăzut.
Lipsită de altă variantă, fata de împărat pleacă singură în căutarea lui. Străbate ținuturi ani întregi, vizitând-o pe Sfânta Miercuri, Sfânta Vineri și Sfânta Duminică, și primind daruri de la fiecare. La un moment dat, i se alătură în călătorie un ciocârlan, care o duce pe aripile sale la Mănăstirea-de-Tămâie, locul unde se ascundea feciorul. Aici, fata atrage atenția unei vrăjitoare, care îi vinde câte o noapte cu Făt-Frumos pentru fiecare obiect magic pe care îl deține (o furcă, o vârtelniță, o tipsie și o cloșcă cu puii de aur).
În cea de-a treia noapte, Făt-Frumos refuză să mai bea laptele pregătit de îngrijitoarea lui, vrăjitoarea, și rămâne treaz ca să asculte rugămințile fetei de împărat. Cei doi se împacă, iar acesta îi sparge cercul de fier de la talie, lăsând-o să nască. În final, Făt-Frumos o pedepsește pe vrăjitoare și face nuntă cu fata de împărat.

## Versiuni
Povestea porcului este înrudită cu o multitudine de versiuni europene ale basmului, printre care cea italiană (Vom Re Porco), cea venețiană (Der Prinz mit der Schweinshaut), cea maghiară (Disznóficzkó), cea slovenă (Граф-боров) și cea poloneză (O królewiczu zaklętym w wieprzka).
Toate acestea prezintă teme ca mirele ca animal (de obicei un porc sau un arici) sau căutarea soțului pierdut.